# ユーカラ
ユーカラ (yukar) は、アイヌ民族に伝わる叙事詩の総称である。アイヌ語で「叙事詩」を意味する。少年の英雄が主人公となる内容が多いため「英雄叙事詩」と訳されることがある。

## 名称

### アイヌによる名称
ユーカラは、日高西部・胆振・石狩などでの名称で、十勝や釧路ではサコㇿペ (sakorpe) 、日高東部（浦河・様似）では、ヤイラㇷ゚ (yayrap) と呼び、主人公の名前もオタストゥンクㇽ（オタスッの人）などとなる。
樺太アイヌ語ではユーカラ (yuukara) は 単に歌を指す言葉で、叙事詩はハウキ (hawki) と呼ぶ。

### 和人による名称
1779年〜1820年頃に成立したと思われる大田南畝の随筆『一話一言』には「蝦夷人唄(ユウカラ)」とあり、現在発見されている記録の中では最古と思われる。これに次いで、上原熊次郎による『藻汐草』では「ユーガリ　浄瑠璃の事 」と表記された一編のユーカラが記録されている。また、江戸時代には「蝦夷浄瑠璃」という呼称も用いられた。
カナ表記は統一されていないが、カタカナを用いる場合、萱野茂は「ユカㇻ」とした方がより忠実としている。ラテン文字表記はyukarであり、yukaraではない。「ユカラ」ではなく「ユーカラ」と表記されるのはアイヌ語学者金田一京助による。第1音節にアクセントがあることから、母音が長く発音されることがあるため、金田一は日本語の表記として「ユーカラ」という長音表記を選んだ。

## 特徴
短いものから何日もかけて語られる長いものまである。アイヌは文字を持たないため、口承で伝えられてきた。ユーカラの伝承者をアイヌ語でユカㇻクㇽ（アイヌ語: Yukarkur）と呼ぶ。
アイヌ民族で、アイヌ文化研究者の萱野茂によると、「ユカㇻ」という言葉について「『イタッエユカㇻ＝喋り方を真似る』、『アッカㇱエユカㇻ＝歩き方を真似る』、『イペエユカㇻ＝食べ方を真似る』、などと珍しい言葉ではなく極普通につかわれている。私が語ったユカㇻも私が作者ではなく、ずーっと昔のアイヌが語りそれを誰かが真似て、口から口へと受け継がれ、私もそれをまねをさせてもらった。」とされている。
金田一京助の分類によると、ユーカラは、「人間のユーカラ」（英雄叙事詩）と「カムイユーカラ」（神謡）の2種類に分けられる。人間（アイヌ）を中心として語られるユーカラは、主にポンヤウンペと呼ばれる少年が活躍する冒険譚である。
「カムイユーカラ」はカムイが一人称で語る形式をとっており、サケヘと呼ばれる繰り返し語が特徴で、アイヌの世界観を反映した、神々の世界の物語である。中には、神・自然と人間の関係についての教えが含まれている。
散文の物語はアイヌ語ではウエペケレという。
アイヌの人々が、文字を持たないアイヌ語によって、自然の神々の神話や英雄の伝説を、口伝えの言葉による豊かな表現で、語り伝えてきた。近年、アイヌ語・アイヌ文化の衰退とともに、ユーカラをはじめとする口承文学の語り手も次第に少なくなっていったが、アイヌ語・アイヌ文化の復興運動の中で、口承文芸を練習・習得した、新しい語り手も育ってきている。

## 伝承者

### 北海道アイヌ
- 川村ムイサシマツ - ユーカラの伝承者
- 鍋沢ワカルパ - 平取におけるユーカラの伝承者
- 金成マツ - ユーカラの伝承者
- 荒井シャヌレ - ユーカラの伝承者
- コポアヌ - ユーカラの伝承者
- 杉村キナラブック - 旭川におけるユーカラの伝承者
- 砂沢クラ - 旭川近文におけるユーカラの伝承者
- 虎尾ハルシア - 静内におけるユーカラの伝承者
- 織田ステノ - 静内におけるユーカラの伝承者
- 知里幸恵 - ユーカラの伝承者
- 四宅ヤエ- 白糠アイヌユーカラ最後の伝承者といわれる。ヤヱの語ったユーカラの録音テープなどが北海道博物館に保管されている。
- 白沢ナベ - 千歳におけるユーカラの伝承者
- 石山キツエ - ユーカラの伝承者
- 新井田セイノ - 静内におけるユーカラの伝承者

### 樺太アイヌ
- 浅井タケ - 樺太アイヌ口承文芸の伝承者
- 藤山ハル - 樺太アイヌ口承文芸の伝承者

## 関連作品
- 『ユーカラ (交響組曲)』 - 早坂文雄の交響組曲
- 『ユーカラおとめ』 ‐ 泉ゆたかによる小説。知里幸恵の生涯を題材としている。